# Ewan Svensson
Ewan Svensson (* in Falkenberg) ist ein schwedischer Jazz-Gitarrist.
Ewan Svensson nahm im Alter von 13 Jahren an einem Jazzkurs in seiner Heimatstadt teil. Seit Anfang der 1990er Jahre arbeitet er mit seinem Trio und einem Quartett ESQ, dem auch der Tenorsaxophonist Ove Ingemarsson angehörte, und ging in den 1990er Jahren mit dem Gitarristen Rune Gustafsson auf Tournee. 2000 schrieb er Arrangements für sein Quartett in Kooperation mit dem kammermusikalischen Ensemble Ginestra. Außerdem arbeitete er in den 2000er Jahren mit der Sängerin Linda Pettersson und dem französischen Pianisten Antoine Hervé. Daneben spielte Svensson in der Band des Saxophonisten Ulf Andersson und mit Janne „Loffe“ Carlsson. Er betätigte sich auch als Komponist von Popsongs zu Texten des Singers und Songwriters Dave Castle.

## Diskographische Hinweise
- Present Directions (Drogan, 1991)
- Reflections (Dragon, 1991/92)
- Streams (Dragon, 1996)
- Meeting (Dragon, 2000) (mit Ensemble Ginestra)
- Just Live to tell the Tale (Spice of Life, 2005) mit Antoine Hervé
- Light & Shade (Nocturne, 2005) mit Linda Pettersson